# 金柱植
金柱植（1992年9月25日—）是朝鮮民主主義人民共和國男子花樣滑冰運動員。目前，他的拍擋是廉大玉。

## 生平
金柱植本來參加是男子單人滑，他在2011年的全國錦標賽取得第5。2012年，他轉為雙人滑，拍擋是康景美，二人先後在該年和翌年的全國錦標賽取得季軍和第4。自2015年起，他的拍擋改為廉大玉。在這一年，二人先後在提洛爾盃取得季軍，並在四大洲花樣滑冰錦標賽排名第7。次年，他們在亞洲花式滑冰錦標賽拿下金牌。2017年的亞洲冬季運動會上，他們贏得銅牌，並且在霧迪杯排名第6，成功晉身來年的冬季奧運會。在當屆的奧運會中，二人取得193.63分，在22隊中位列13。

## 資料來源
1. ↑  "冰場上的汗水" 《今日朝鮮》2016.12 P.28
2. ↑  . International Skating Union. （原始内容存档于March 3, 2017）.
3. ↑  . International Skating Union. （原始内容存档于March 3, 2017）.
4. 1 2 3  . International Skating Union.
5. ↑  . AFP. 2017-09-30  [2017-10-22]. （原始内容存档于2017-10-21）.
6. ↑  . www.pyeongchang2018.com. 14 February 2018  [14 February 2018]. （原始内容存档于2018-02-14） （英语）.